# Nueva Concepción (Escuintla)
Nueva Concepción (en honor a su santa patrona la Virgen de la Inmaculada Concepción) es un municipio del departamento de Escuintla de la región sur-central de Guatemala. Originalmente esta región fue un parcelamiento agrario, que por acuerdo gubernativo del 15 de febrero de 1974 fue elevado a la categoría de municipio, cuyo territorio de 554 km² se desmembró de los 892 km² que entonces integraba el municipio vecino de Tiquisate. Celebra su fiesta titular el 8 de diciembre de cada año en honor a su patrona la Virgen de la Concepción.
El parcelamiento se formó gracias a la Reforma Agraria del presidente Jacobo Arbenz ya que las tierras habían sido dadas a la compañía frutera estadounidense United Fruit Company, en usufructo por inversiones que ésta había realizado en el país durante el gobierno del general Jorge Ubico Castañeda, y con la reforma agraria, se despojó a dicha compañía una parte de esa tierra en propiedad, hoy conocida como «La Faja». El parcelamiento fue planeado y sus calles fueron trazadas en una especie de cuadrícula, (lo cual no ocurre con otros territorios) quedando las parcelas de 1000 por 250 metros cuadrados. De igual forma puede observarse este trabajo en el diseño de la cabecera municipal, pues a diferencia de muchos pueblos vecinos, la carretera principal queda fuera del pueblo.[cita requerida]
Era el municipio más joven que tenía el departamento de Escuintla —ya que se fundó el 21 de mayo de 1974— hasta que fue fundado el municipio de Sipacate el 14 de octubre de 2015.[cita requerida]

## División política
El municipio consta de un pueblo, tres barrios, seis colonias, veinte aldeas, ciento treinta y seis caseríos, sesenta y cinco fincas, y cinco haciendas.
| División     | Listado |
| ------------ | --- |
| Aldeas       | - Centro Dos - Santa Ana Mixtán - La Sabana - Santa Odilia - El Novillero - San Antonio El Reparo - Monte León - Canoguitas - Poza Verde - Tecojate - Santa Marta El Mar - Palo Blanco - Santa Clara - Laguna del Banco - San José Mogollón - Brisas del Mar - Isla Chicales - Buena Vista - Pampas Las Flores |
| Casco urbano | - Nueva Concepción - Barrio Santa Teresa - Barrio 6 de noviembre - Barrio Nuevo Quiché. |
| Caseríos     | - El Mora - El Rastro - Puyumate - E Infop - El Paraíso - El Ujuxte - Flecha Roja - San José El Flor - Laureles - Brisas del Mar - San Francisco - Centroamérica - El Chaparral - Rancho Alegre - Vista Alegre - Santo Domingo Los Cocos - El Charro - Costa Sur - Agua Dulce - Pampas Palo Blanco - El Tesoro - Tierra Linda - Trocha el Tigre - Trocha El Sombrero - San José Madre Vieja - Tierra Linda - Los Cerritos - Trocha 1 - Trocha 2 - Trocha 3 - Trocha 4 - Trocha 5 - Trocha 6 - Trocha 7 - Trocha 8 - Trocha 9 - Trocha 10 - Trocha 11 - Trocha 12 - Trochs 13 - Trocha 14 |

## Geografía física
Nueva Concepción tiene un clima cálido tropical. Lo riegan nueve ríos, siendo los principales el Coyolate y el Madre Vieja. Así mismo, existen veintidós zanjones, cuatro quebradas, cuatro lagunetas, un estero y la barra del Coyolate. Se encuentra la montaña Laguna Negra. 

### Ubicación geográfica
Se encuentra a una distancia de 90 km de la cabecera departamental Escuintla. El Municipio de Nueva Concepción está localizado en el departamento de Escuintla, el cual forma parte de la Región Centro o Región V del País. Tiene una extensión total de 554.52 , lo que constituye el 6.27% del territorio nacional.
Según el diccionario geográfico, la cabecera municipal del departamento de Nueva Concepción se localiza a 147 km de la ciudad Capital de Guatemala por la Carretera RN-11 , la cual es una carretera pavimentada y en buen estado que de la ciudad de Guatemala rumbo AL Sureste tiene 147 km al enlace con la cartera que va directo al municipio, la cual tiene 34 km asfaltados hasta la cabecera municipal. De conformidad con el Diccionario Geográfico Nacional, la cabecera municipal de Nueva Concepción está ubicada en una altitud de 55,3 m s. n. m.
Sus colindancias son:
- Norte: Patulul, municipio del departamento de Suchitepéquez
- Sur: Océano Pacífico
- Este: La Gomera, municipio del departamento de Escuintla
- Noreste: Santa Lucía Cotzumalguapa, municipio del departamento de Escuintla
- Oeste: Tiquisate, municipio del departamento de Escuintla[4]

|                  | Norte: Patulul       | Nordeste: Santa Lucía Cotzumalguapa |
| Oeste: Tiquisate |                      | Este: La Gomera                     |
|                  | Sur: Océano Pacífico |                                     |

## Gobierno municipal
Los municipios se encuentran regulados en diversas leyes de la República, que establecen su forma de organización, lo relativo a la conformación de sus órganos administrativos y los tributos destinados para los mismos.  Aunque se trata de entidades autónomas, se encuentran sujetos a la legislación nacional y las principales leyes que los rigen desde 1985 son:
| N.º | Ley                                                | Descripción |
| --- | -------------------------------------------------- | --- |
| 1   | Constitución Política de la República de Guatemala | Tiene una regulación legal específica para los municipios en los artículos 253 al 262. |
| 2   | Ley Electoral y de Partidos Políticos              | Ley de carácter constitucional aplicable a los municipios en el tema de la conformación de sus autoridades electas. |
| 3   | Código Municipal                                   | Decreto 12-2002 del Congreso de la República de Guatemala. Tiene la categoría de ley ordinaria y contiene preceptos generales aplicables a todos los municipios, e inclusive contiene legislación referente a la creación de los municipios.             |
| 4   | Ley de Servicio Municipal                          | Decreto 1-87 del Congreso de la República de Guatemala. Regula las relaciones entra la municipalidad y los servidores públicos en materia laboral. Tiene su base constitucional en el artículo 262 de la constitución que ordena la emisión de la misma. |
| 5   | Ley General de Descentralización                   | Decreto 14-2002 del Congreso de la República de Guatemala. Regula el deber constitucional del Estado, y por ende del municipio, de promover y aplicar la descentralización y desconcentración económica y administrativa.                                |

El gobierno de los municipios está a cargo de un Concejo Municipal mientras que el código municipal —ley ordinaria que contiene disposiciones que se aplican a todos los municipios— establece que «el concejo municipal es el órgano colegiado superior de deliberación y de decisión de los asuntos municipales […] y tiene su sede en la circunscripción de la cabecera municipal»; el artículo 33 del mencionado código establece que «[le] corresponde con exclusividad al concejo municipal el ejercicio del gobierno del municipio».
El concejo municipal se integra con el alcalde, los síndicos y concejales, electos directamente por sufragio universal y secreto para un período de cuatro años, pudiendo ser reelectos.
Existen también las Alcaldías Auxiliares, los Comités Comunitarios de Desarrollo (COCODE), el Comité Municipal del Desarrollo (COMUDE), las asociaciones culturales y las comisiones de trabajo. Los alcaldes auxiliares son elegidos por las comunidades de acuerdo a sus principios y tradiciones, y se reúnen con el alcalde municipal el primer domingo de cada mes, mientras que los Comités Comunitarios de Desarrollo y el Comité Municipal de Desarrollo organizan y facilitan la participación de las comunidades priorizando necesidades y problemas.
El 7 de septiembre de 1974 tomó posesión la primera corporación municipal presidida por el ciudadano José Antonio Yanes Ramírez, quién había vencido a su rival Tiburcio Ávila Sosa postulado por el Partido Democracia Cristiana.[cita requerida]

### Alcaldes de Nueva Concepción desde 1985
| Alcalde                      | Período   | Partido/coalición         |
| ---------------------------- | --------- | ------------------------- |
| Carlos Duque                 | 1986-1991 |                           |
| Mario Armando Carrera Girón  | 1991-1996 |                           |
| José Antonio Pereira Estrada | 1996-2000 | Cambio Historíco Nacional |
| Augusto Linares Arana        | 2000-2004 |                           |
| José Arturo Reynoso Orantes  | 2004-2008 |                           |
| Mardoqueo Orellana Ruano     | 2008-2012 |                           |
| Nehemías Mendoza             | 2012-2016 |                           |
| Ottoniel Lima Recinos        | 2016-2020 |                           |
| José Adolfo Pozuelos Suárez  | 2020-2024 |                           |
| Isaías Corado García         | 2024-2028 |                           |

## Historia

### Antes del parcelamiento
Antes de crearse el Parcelamiento, el territorio que ocupa Nueva Concepción era una fértil montaña, con un suelo suelo con manto negro y otro con manto verde producto del humus y clorofila, Los caminos eran polvorientos en el verano y lodosos en el invierno; se entraba por la vía de la aldea Pínula para internarse a la montaña. También entraban personas por el sector de Cocales con bestías mulares a vender víveres y de regreso llevaban piezas de cacería. Algunos caminos eran brechas anchas donde transitaban camiones preparados para sacar madera. 
Las mujeres al parir eran atendías en los campamentos donde por lo regular siempre había una comadrona que a fuerza de empirismo sabía como salir adelante en esas necesidades. Las viviendas eran champas con paredes de guarumo en rajas, piso de tierra y el techo era de manaco. La cocina era un poyo de barro en el cual cocinaban abundante carnes silvestres, también había muchos y variados peces en los arroyos. La enfermedad que más atacaba a los habitantes era el paludismo aunque también la gripe causaba bastante daño debido a la forma de vida y el ambiente húmedo y caluroso. Los primeros pobladores en su mayoría eran analfabetas, que emigraron el área oriental del país huyendo de la pobreza.[cita requerida]
En 1940 la United Fruit Company asentada en el municipio de Tiquisate gracias a una concesión otorgada por el gobierno del general Jorge Ubico Castañeda en 1934, inició la explotación de madera en el área que ocupa actualmente el municipio de Nueva Concepción.  En ese entonces, dentro de la selva de la montaña se encontraba el municipio de Santa Ana Mixtan, uno de los municipios originales de Guatemala, a la ribera del río Coyolate; este municipio perdió su categoría como tal el 5 de marzo de 1947 cuando el gobierno del Dr. Juan José Arévalo Bermejo creó el municipio de Tiquisate y Santa Ana Mixtan quedó reducido a aldea de dicho municipio. El último alcalde de Santa Ana Mixtán fue Nicolás Contreras Bonilla, quien fue engañado por líderes políticos de Tiquisate, quienes le hicieron creer que al ser trasladada la cabecera a aquel municipio, el seguiría siendo alcalde.[cita requerida]

### El parcelamiento
El Parcelamiento de Nueva Concepción fue planificado por el gobierno del coronel Jacobo Arbenz Guzmán, pero no fue sino hasta después del derrocamiento de éste en 1954 que se empezándose a construir el Parcelamiento en 1956.  Los administradores del parcelamiento, llamados Administrador de Zona, no tenían la experiencia adecuada para el efecto por ser nombrados en atención a su labor en las actividades del partido político en el gobierno de turno.  
En 1956 se empezaron a trazar las calles principales, que corren de norte a sur hasta el Océano Pacífico mientras que las trochas fueron orientadas de oriente a occidente desde el río Coyolate hasta el río Madre Vieja. Mientras que las calles principales fueron construidas utilizando maquinaria pesada, las trochas fueron construidas a base de fuerza humana.  
| Trochas | Calles |
| --- | --- |
| - El Tigre - Monja blanca - El Sombrero - Trocha No.1 - Trocha No.2 - Trocha No.3 - Trocha No.4 - Trocha No.5 - Trocha No.6 - Trocha No.7 - Trocha No.8 - Trocha No.9 - Trocha No.10 - Trocha No.11 - Trocha No.12 - Trocha No.13 - Trocha No.14 | - Calle Palo Blanco - Calle del Banco - Calle Chicales - Calle Vieja o 5 - Calle La Diecita (10) - Calle 11 - Calle 12. |

### Creación del municipio
En 1960 surgió la idea de crear el municipio ya que los pobladores consideraban que las autoridades ediles de Tiquisate no atendían a sus necesidades; en ese año, grupo de vecinos organizaron un comité para pedirle al gobierno la creación del municipio.  El comité recabó toda la documentación requerida por la ley para lograr la creación del Acuerdo que promoviera al parcelamiento a la categoría de municipio. Sin embargo, este movimiento no prosperó y algunos años más tarde fueron misteriosamente Felicito Carrera, Sabino Corleto y Enrique Yes López, principales directores del Comité pro municipio.[cita requerida]
Posteriormente se siguió el trámite ante la Dirección General de Estadística para que esta institución informara sobre el censo poblacional del Parcelamiento;  sin embargo, esta institución informó que en el Parcelamiento había 3,840 habitantes, lo que correspondía únicmamente al área principal que abarca desde la avenida del Banco hasta el barrio Santa Teresa, omitiendo una gran extensión poblada desde el río Madre Vieja hasta las playas del Océano Pacífico.[cita requerida] Ante esta situación se trasladó el expediente al Instituto de Geografía Nacional para que este hiciera las medidas del territorio para saber si llenaba el requisito que exige la ley; el territorio que se midió abarcaba desde el río Madre Vieja hasta el río Coyolate siguiendo el cauce hasta sus desembocaduras en el Océano Pacífico, colindando al norte con los municipios de Patulul en el departamento de Suchitepéquez y con Santa Lucía Cotzumalguapa, en el departamento de Escuintla, tomándose como línea divisoria el río Mapán.[cita requerida]
El trámite pasó finalmente a la Secretaría General de la Presidencia en los últimos días del gobierno del licenciado Julio César Méndez Montenegro y, por último, el 21 de mayo de 1974, se celebró la creación del nuevo municipio con la presencia de altas autoridades de gobierno.[cita requerida]
El acuerdo del 15 de febrero de 1974, por medio del cual se creó el municipio dice textualmente:
| Créase el Municipio de Nueva Concepción del departamento de Escuintla, dentro del Territorio que se indica. PALACIO NACIONAL: Guatemala, 15 de febrero de 1974. PRESIDENTE CONSTITUCIONAL DE LA REPÚBLICA Considerando: Que los vecinos del Parcelamiento conocido como Nueva Concepción, ubicado dentro de la actual jurisdicción del Municipio de Pueblo Nuevo Tiquisate, departamento de Escuintla, iniciaron gestiones ante el Gobierno de la República de Escuintla, por intermedio del Ministerio de Gobernación a efecto de crear un nuevo municipio habida cuenta de las razones en que abunda el memorial de fecha 6 de marzo de 1970. Considerando: Que seguido el trámite establecido por el código municipal, al ser oída la Municipalidad de Pueblo Nuevo Tiquisate sesiones celebradas por el concejo de fechas 24 de marzo y 28 de abril de 1970 se opuso a la solicitud, pero las razones invocadas fueron desestimadas por el Gobernador Departamental de Escuintla, en dictamen de fecha 6 de abril, por el gerente del Instituto de Fomento Municipal en dictamen de 20 de abril por Resolución del Ministerio de Gobernación del 22 del mismo mes todos del año de 1970 y por el dictamen de la Asesoría Jurídica de dicho Ministerio de fecha 20 de Junio del mismo año que obtuvo la debida aprobación del Ministerio Público. Considerando: Que es conveniencia pública la creación del nuevo municipio en vista que la administración pública tiene la obligación de resolver los problemas que como el presente pueden derivar acciones de violencia y por otra parte es conveniente para la mejor administración de los negocios municipales dividir el citado Municipio de Pueblo Nuevo Tiquisate, para mantener el principio de autoridad entre los vecinos dado que según consta en el expediente de hecho los vecinos del Parcelamiento de Nueva Concepción no sean sometido a la actual autoridad municipal. Por tanto: En uso de las facultades que le confiere el inciso 4to. del artículo 139 de la constitución de la República y conforme lo dispuesto en el artículo 8vo. del Código Municipal. Acuerda: - Artículo 1.º Se crea el Municipio de Nueva Concepción, del departamento de Escuintla, dentro del territorio comprendido así: - AL NORTE: municipio de Patulul del Dpto. de Suchitepéquez. - AL SUR: Océano Pacífico. - AL ESTE: los municipios de Patulul del Dpto. Suchitepéquez, Santa Lucia Cotzumalguapa y La Gomera del Departamento de Escuintla, de por medio con el río Coyolate hasta la desembocadura en el Océano Pacífico. - AL OESTE: municipio de Pueblo Nuevo Tiquisate del Departamento de Escuintla, ríi Madre Vieja de por medio hasta su desembocadura con el Océano Pacífico. - Artículo 2.º El registro Electoral Procederá de conformidad con la ley de la materia a convocar y fijar la fecha de elecciones de las autoridades ediles. - Artículo 3.º El Gobernador Departamental de Escuintla se encargará del estricto cumplimiento del presente acuerdo y todas las autoridades civiles y militares deberán cooperar en la medida de sus atribuciones. - Artículo 4.º El presente Acuerdo deberá transcribirse al Registro Electoral, a la Gobernación Departamental de Escuintla a la Dirección General de Estadística, al Instituto Geográfico Nacional, a la Municipalidad, y entrará en vigor a los tres meses después de su publicación en el Diario Oficial. Comuníquese. —Carlos Arana Osorio Diario de Centro América |

## Infraestrutura
La primera escuela de la localidad fue fundada en el lote situado en la Calle Guatemala, frente al edificio número dos de la Escuela Fray Matías de Córdova. Su fundador fue Isaac Rolando Paíz Suazo, que tenía el cargo de Administrador del Instituto de Transformación Agraria.  El edificio era un rancho de manaco del tamaño del lote, los escritorios eran rodajas de tronco de conacaste con patas de esa misma madera. Los niños se sentaban en trozos de árboles de manaco y de coco.[cita requerida]
El primer servicio de pasajeros que hubo entre el municipio de Tiquisate, fue realizado por dos empresas, una se llamaba MARGOT y la otra SIGUACAN, mientras que el fluido eléctrico entró al parcelamento en 1970 durante el gobierno de Carlos Arana Osorio. Por su parte, la carretera asfaltada fue iniciada por el gobierno del licenciado Julio César Méndez Montenegro y terminada por el gobierno de Carlos Arana Osorio.[cita requerida]
La estación de Bomberos Voluntarios fue fundada el 15 de marzo de 1994, mientras que el estadio de fútbol fue inaugurado por la administración edilicia de Carrera Girón el 8 de diciembre de 1995.[cita requerida]

### Cementerios
El parcelaiento original tenía una extensión de 396 km² y allí se designaron los terrenos para los cementerios: el de San José Mogollón, el de Centro Dos, Laguna de Tecojate, Trocha 4, Calle Palo Blanco y Santa Ana Mixtan. En la ruta asfaltada, salida hacia Tiquisate, vecino a Motel El Morrito, está el terreno de ocho manzanas, que fue designado para el cementerio de la zona urbana; desafortunadamente, los funcionarios del Instituto Nacional de Transformación Agraria repartieron el terreno en contratos sin autorización, obligando a los vecinos a realizar los sepelios en el Cementerio de San José Mogollón.[cita requerida]

### Sistema de agua potable
La primera etapa conocida como «instalación de la Bomba recolectora» fue construida por la administración del alcalde Yanes Ramírez, mientras que la segunda etapa —que consistió en la instalación de la tubería en calles y avenidas de la población— la construyó la administración de su sucesor, el alcalde Téllez Zepeda.[cita requerida]

### Barrio 6 de noviembre
Este barrio fue fundado en 1975 por una decisión del presidente del INTA a nivel nacional, con miras a solucionar en parte el grave problema de escasez de vivienda. No obstante la intención inicial, hubo problemas adminstrativos en el INTA local resultando en que varios lotes fueron entregados a personas acaudaladas de la población.[cita requerida]

## Economía

### Producción Agropecuaria
Los productos que se cosechan en Nueva Concepción son Maíz, Cacao, Achiote, caña de azúcar, legumbres, café, tabaco, frutas de toda clase propias de clima las cuales se pueden mencionar yuca, plátano, mango, naranja, etc. 

### Servicios públicos
Agua potable, iglesia parroquial, escuelas, correos y telégrafos, servicio de buses extraurbanos, internet y mercados.

### Índice de Competitividad Local
Según el Índice de Competitividad Local (ICL) que presentaron el Programa Nacional de Competitividad (Pronacom) y Fundesa,
el municipio de Nueva Concepción tienen un ICL de 49.05, ranking de 100/333, una población de 63,769 (2018) y un PIB per cápita 2017(US$ al año) de US$3 mil 014.
En el año 2022, FUNDESA indica en el Índice de Competitividad Local (ICL) que el municipio de Nueva Concepción tiene un ICL de 52.28, ranking de 126/340, una población de 81,233 y un PIB per cápita de US$3 mil 992.

## Costumbres y tradiciones
En consulta con los primeros pobladores se acordó nombrar a la localidad como Nueva Concepción, quedando instituida la feria titular de la misma en honor a la su patrona, la Virgen de la Concepción. La feria se celebra regularmente del 4 al 10 de diciembre con su gran día el 8 del mismo año. 
De hecho, la primera feria se celebró del 14 al 16 de agosto de 1957 en honor a la virgen de la Asunción, pues este lugar se llamaba «Nueva Asunción», nombre sugerido por el entonces presidente de Guatemala, el coronel Carlos Castillo Armas; sin embargo, prevaleció la decisión de un grupo de influyentes parcelarios en llamarle Nueva Concepción y la primera feria titular en honor a la virgen de Concepción se celebró 1958 frente a la Iglesia Católica Parroquial.[cita requerida]